# Ondo City
Ondo City è una città nigeriana, nello Stato federato di Ondo.
La popolazione è in maggioranza Yoruba